# Клочковський сільський округ
Клочко́вський сільський округ (каз. Клочков ауылдық округі, рос. Клочковский сельский округ) — адміністративна одиниця у складі Камистинського району Костанайської області Казахстану. Адміністративний центр — село Клочково.
Населення — 558 осіб (2021; 937 у 2009, 1498 у 1999, 2231 у 1989).
Станом на 1989 рік існували Клочковська сільська рада (село Клочково) та Талдикольська сільська рада (село Талдиколь). 2019 року утворено Клочковський сільський округ шляхом об'єднання Клочковської сільської адміністрації та Талдикольської сільської адміністрації.

## Склад
До складу адміністрації входять такі населені пункти:
| Населений пункт | Старі назви | Населення, осіб (1989) | Населення, осіб (1999) | Населення, осіб (2009) | Населення, осіб (2021) |
| --------------- | ----------- | ---------------------- | ---------------------- | ---------------------- | ---------------------- |
| Клочково, село  | -           | 1135                   | 885                    | 522                    | 324                    |
| Талдиколь, село | -           | 1096                   | 613                    | 415                    | 234                    |